# Evarcha flavocincta
Espèce
Synonymes
- Maevia flavocincta C. L. Koch, 1846
- Menemerus albocinctus Keyserling, 1890
- Hasarius simonis Thorell, 1892
- Evarcha heteropogon Simon, 1903
- Hyllus fischeri Bösenberg & Strand, 1906
- Plexippus optabilis Fox, 1937
- Salticus andamanius Tikader, 1977
- Evarcha pococki Żabka, 1985
- Marpissa mizoramensis Biswas & Biswas, 2007

Evarcha flavocincta est une espèce d'araignées aranéomorphes de la famille des Salticidae.

## Distribution
Cette espèce se rencontre en Indonésie, à Singapour, au Viêt Nam, en Birmanie, en Inde, au Bhoutan, en Chine, à Taïwan et au Japon.

## Description
La femelle décrite par Prasad, Kumar et Tyagi en 2022 mesure 7,00 mm.

## Systématique et taxinomie
Cette espèce a été décrite sous le protonyme Maevia flavocincta par C. L. Koch en 1846. Elle est placée dans le genre Evarcha par Żabka en 1985.
Plexippus optabilis et Marpissa mizoramensis ont été placées en synonymie par Caleb en 2023.
Menemerus albocinctus, Salticus andamanius et Evarcha pococki ont été placées en synonymie par Caleb et Joseph en 2025.
Hasarius simonis, Evarcha heteropogon et Hyllus fischeri, placées en synonymie par Żabka en 1985 relevée de synonymie par Prószyński en 2018, ont été replacées en synonymie par Caleb et Joseph en 2025.

## Publication originale
- C. L. Koch, 1846 : Die Arachniden. Nürnberg, vol. 14, p. 1-88 (texte intégral).